# Charonia variegata
Charonia variegata är en snäckart som först beskrevs av Jean-Baptiste Lamarck 1816.  Charonia variegata ingår i släktet trumpetsnäckor, och familjen Ranellidae. Inga underarter finns listade i Catalogue of Life.

## Bildgalleri

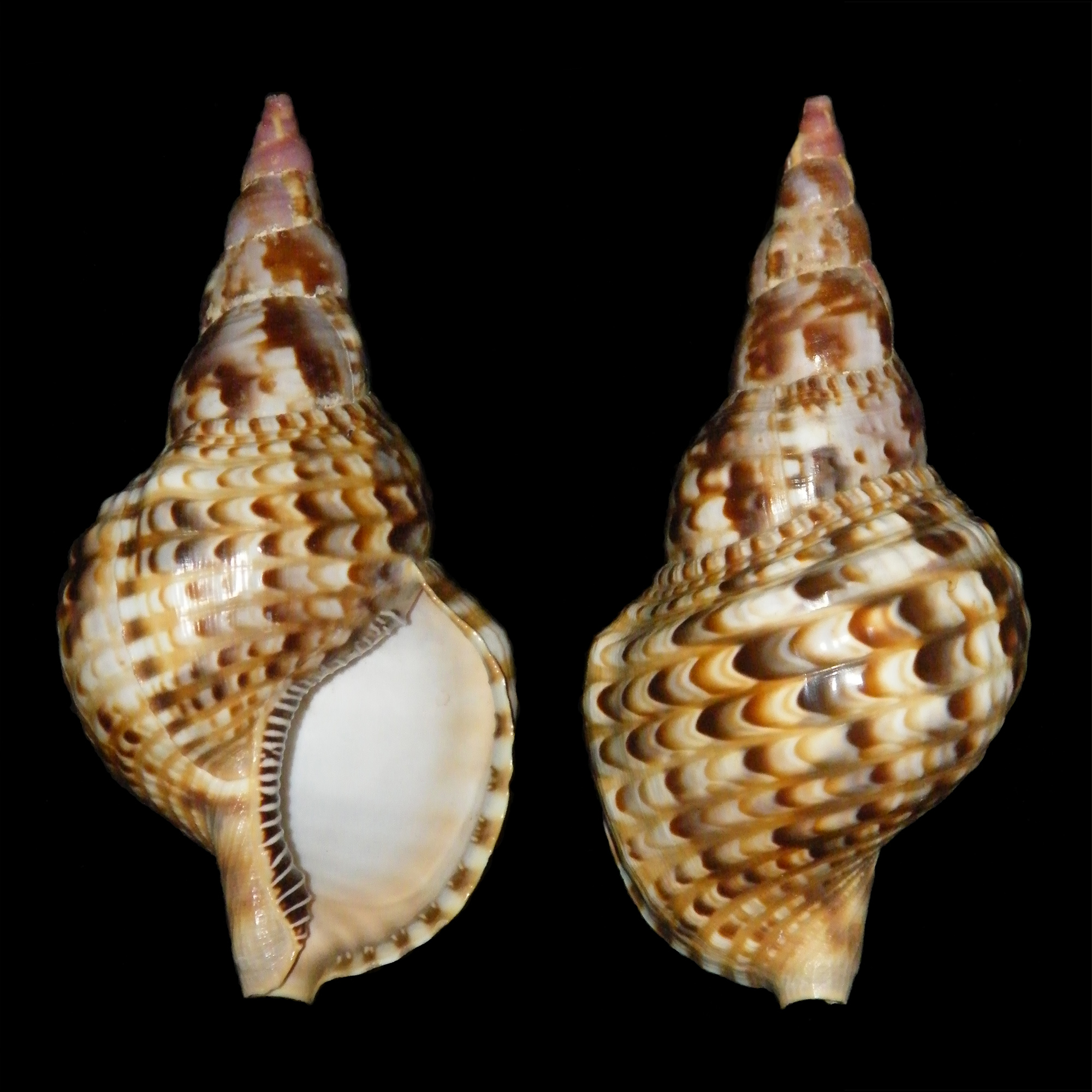
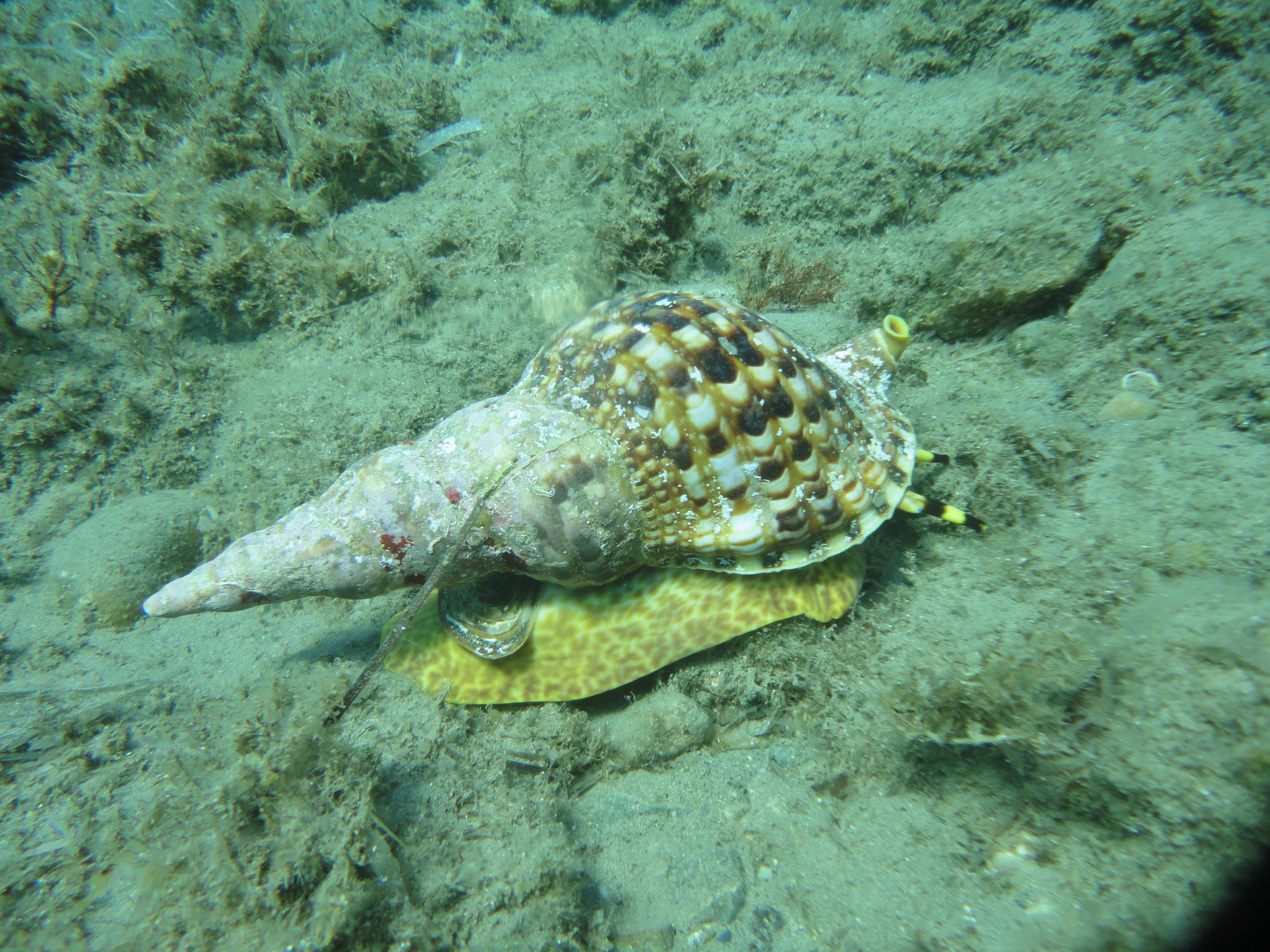